# اینچه علیا (چالدران)
اینچه علیا روستایی در دهستان چالدران شمالی بخش مرکزی شهرستان چالدران استان آذربایجان غربی ایران است.

## جمعیت
بر پایه سرشماری عمومی نفوس و مسکن در سال ۱۳۹۵ جمعیت این مکان ۳۲۲ نفر (۸۳خانوار) بوده‌است.